# Nick Galle
Nick Galle (* 14. September 1998 in Köln) ist ein deutscher Fußballspieler.

## Karriere
Nach seinen Anfängen in der Jugend des 1. FC Köln und des FC Viktoria Köln wechselte er im Sommer 2017 zur zweiten Mannschaft von Fortuna Düsseldorf. Dort kam er auch zu seinen ersten Einsätzen im Seniorenbereich in der viertklassigen Regionalliga West.
Im Sommer 2019 erfolgte sein Wechsel zum Drittligisten Hallescher FC. Dort kam er auch zu seinem ersten Einsatz im Profibereich, als er am 31. Juli 2019, dem 3. Spieltag, beim 2:0-Auswärtssieg gegen den FC Viktoria Köln in der Startformation stand.
Am 5. Oktober 2020 kehrte Galle in die Regionalliga West zurück und schloss sich Alemannia Aachen an.
Zur Saison 2021/22 unterschrieb Galle beim Drittligisten 1. FC Saarbrücken einen Vertrag bis 2022. Bereits in der folgenden Winterpause verließ er den Verein wieder und wechselte zu West-Regionalligist Wuppertaler SV. Zur Saison 2023/24 wechselt er zum TSV Steinbach Haiger in die Regionalliga Südwest.